# Heřman Josef Tyl
Heřman Josef Tyl (31. července 1914, Cakov – 10. prosince 1993, Mariánské Lázně) byl premonstrátský kanovník, převor a později opat kláštera Teplá. Patřil mezi významné osobnosti katolické církve v Československu 20. století.

## Život

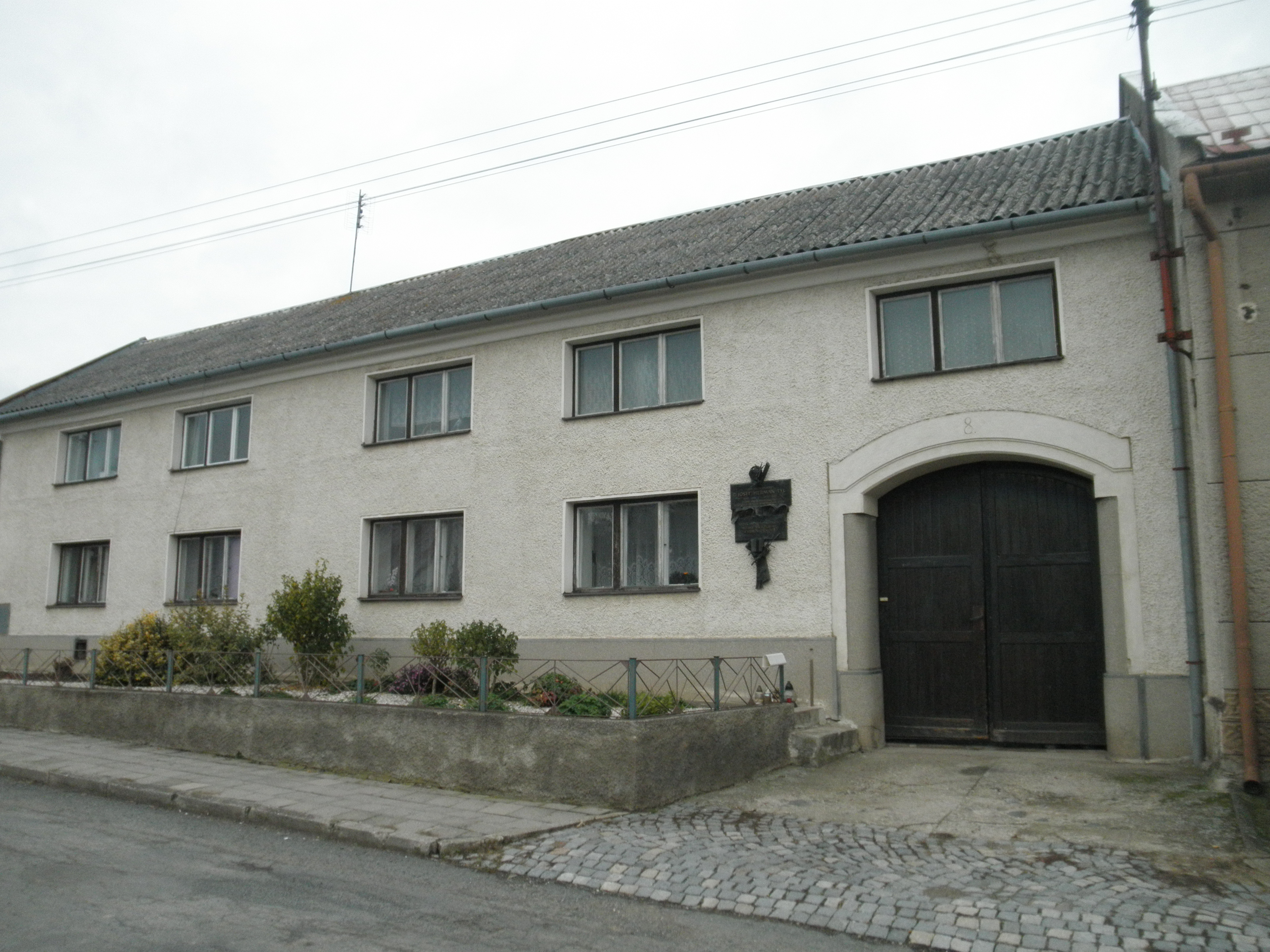
Rodný dům v Cakově.

Narodil se v Cakově v okrese Olomouc. Po maturitě na Arcibiskupském gymnáziu v Kroměříži byl přijat do noviciátu v klášteře – kanonii premonstrátů v Nové Říši, kde přijal řeholní jméno Heřman Josef. Studoval teologii, a 5. července 1940 byl vysvěcen na kněze.
V novoříšském klášteře zastával funkci provizora (správce hospodářských záležitostí kanonie). V roce 1942 byl spolu s celým řeholním osazenstvem kláštera zatčen gestapem, postupně se svými spolubratry prošel vězením v Jihlavě, v Brně v Kounicových kolejích, a následně koncentráky v Osvětimi a Buchenwaldu. 
Do Osvětimi se dostali 16. ledna 1942. Heřman již od transportního vagonu nesl na zádech spolubratra Hrachovského, který trpěl svalovou atrofii. Během čtrnácti dní většina vězněných novoříšských kapitulárů, včetně opata Pavla Součka, zahynula. V roce 2013 byl otevřen beatifikační proces P. Součka a druhů, svědků víry: Norberta Hrachovského, Siarda Nevrkly, Vavřince Novotného a Zikmunda Záběhlického.
V roce 1945 se P. Tyl mohl se zbytkem kapitulárů vrátit do Nové Říše. Dlouho zde však nepobyl, protože již v roce 1946 si jej za převora-administrátora (tj. převora s právy opata) zvolil klášter Teplá. V této době P. Tyl sepsal publikace o klášterech v Nové Říši a Teplé. Pedagogové a studenti Gymnázia Přírodní škola v pražských Holešovicích na školním webu zmiňují, že v Tylově pozůstalosti byl mimo jiné objeven rukopis knihy „Ježíš Kristus v koncentračním táboře“ (datovaný do roku 1948). Součástí knihy je i doposud nepublikovaná Křížová cesta (z roku 1943), kterou H. J. Tyl napsal pro své spoluvězně v koncentračním táboře Buchenwald. Tylovo jméno je uvedeno v seznamu českých katolických kněží a řeholníků perzekvovaných nacistickým režimem.
Dne 14. února 1950 byl komunistickými orgány P. Tyl zatčen a odsouzen ke dvanácti letům vězení. Po téměř devíti letech, 12. prosince 1958, byl podmínečně propuštěn. Jakožto duchovní bez státního souhlasu k výkonu duchovenské činnosti byl nucen najít si civilní zaměstnání. Pracoval jako skladník a nakonec i jako místopředseda JZD v rodném Cakově.
Od roku 1964 směl opět působit v duchovní správě. Byl administrátorem v Bohuslavicích u Konice a od 6. srpna 1969 administrátorem děkanství v Mariánských Lázních. Zde mu jako kaplan vypomáhal pozdější pražský světící biskup Karel Herbst. Dne 31. července 1974, v den svých šedesátých narozenin, přišel Heřman Tyl opět o státní souhlas a další nelehká léta strávil v Bítově na Znojemsku. Teprve v březnu 1987 se mohl oficiálně vrátit ke službě duchovního v olomoucké farnosti svatého Mořice a od října 1987 do roku 1990 sloužil ve farnosti Slatinice u Olomouce. 
Krátce před Sametovou revolucí, dne 19. září 1989, byl P. Tyl zvolen opatem v klášteře Teplá a 14. října 1989 přijal opatskou benedikci. Dva roky nato se jako bývalý politický vězeň dočkal soudní rehabilitace. Kvůli zhoršujícímu se zdravotnímu stavu P. Tyla plně zastupoval převor Hugo Josef Pitel (od roku 1991).
Heřman Josef Tyl zemřel 10. prosince 1993 v Mariánských Lázních a je pohřben na klášterním hřbitově v Teplé.
V českém historickém dramatu Bumerang z roku 1996 (režie Hynek Bočan, scénář Jiří Stránský) ztvárnil opata Heřmana Tyla herec Stanislav Zindulka.

## Dílo
- Psancem (vlastní životopis)
- Moji nejdražší (2 díly)
- Opatský chrám sv. Petra a Pavla v Nové říši (Věnováno památce 300. výročí příchodu premonstrátů do Nové Říše na Moravě : 1641–1941)
- Klášter Teplá
- Strom krásný a urostlý – myšlenky a vzpomínky z let 1951–1958
- Dar z koncentračního tábora české dívce

### Rozhlasové zpracování
- Buď ryba nebo rak, Literárně-hudební pásmo z dopisů a motáků Heřmana Josefa Tyla, premonstrátského opata, které posílal z nacistických a komunistických koncentračních táborů. V roce 2014 pro Český rozhlas připravila Jana Doležalová. V režii Markéty Jahodové účinkovali Jan Šťastný a Jana Franková Doležalová.[10]

## Ocenění a vyznamenání
- Prezident republiky dr. Edvard Beneš mu udělil 18. 7. 1947 Československý válečný kříž  a Československou vojenskou medaili za zásluhy 1. stupně .[5]
- V roce 2014 mu byla udělena Cena Václava Bendy (in memoriam).[11]